# بي إن سبورتس الإخبارية
بي إن سبورتس الإخبارية سابقا كانت تسمى الجزيرة الرياضية الإخبارية، هي قناة رياضية تابعة لشبكة الجزيرة الفضائية وفرع من باقة بي إن سبورت، تم افتتاح القناة في الساعة السادسة من يوم الثلاثاء المتوافق مع 1-11-2011 والواقع مع ميلاد الجزيرة الاخبارية الخامس عشرة والجزيرة الرياضية الثامن تقدم القناة برامج رياضية وتحليلية ونقاشية وتقدم على كل رأس ساعة أخبار رياضية مفصلة، وقد كانت القناة متوفرة بتقنية SD و HD حتى تم تخصيصها للمشاهدين اللذين تتوفر لهم أجهزة ذات نظام بث HD فقط.

## ما تمنحه للمشاهدين
تمنح قناة بي إن سبورت الإخبارية فرصة للمشاهدين داخل شمال إفريقيا ومناطق الخليج للإستمتاع بملخصات لمباريات ونضرة شاملة لجميع الرياضات كما أنها توفر تغطيات من قلب الحدث للمسابقات الكبرى .

## البرامج
تبث القناة برامج تحليلية ونقاشية وإخبارية وقد تتنوع تلك البرامج مع تنوع الرياضة المنشودة، ومن البرامج الأسبوعية في القناة :
- عالم كرة السلة : وهو برنامج أسبوعي من تقديم الإعلامية آسيا عبد الله يبث مساء كل يوم ثلاثاء .
- عالم السرعة : من تقديم ناتالي ايليا ويبث مساء كل يوم خميس .
- الليغا في اسبوع:برنامج اسبوعي يخص كل مل يتعلق بالكرة الإسبانية
- موعد مع الكالتشيو: برنامج اسبوعي يخص كل ما يتعلق بالكرة الإيطالية
- من بريطانيا: برنامج اسبوعي يشمل الدوري الإنجليزي والإسكتلندي
- كرة فرنسا: برنامج اسبوعي يتحدث عن الكرة الفرنسية
- عالم القوارب: برنامج اسبوعي يتعلق بالقوارب
- الدوري الأوروبي:برنامج موسمي يلخص ما جاء في الدوري الأوروبي
- لقاء الصحافة: برنامج يومي يستعرض فيه ما تتناوله الصحافة
- كل العرب: برنامج اسبوعي يشمل كل الدوريات العربية واخبارها
- اخبار المضرب: برنامج اسبوعي يفصل في بطولات التنس
- لاتينوس:برنامج اسبوعي يشمل كل دوريات أمريكا الاتينية
- ميركاتو:برنامج موسمي يبدا عرضه مع انتهاء المواسم الكروية والانتقالات الشتوية يتحدث عن انتقالات الاعبيين والمدربين
- الاقتصادية الرياضية:برنامج اسبوعي يرصد اقتصاديات الاندية وكل ما يتعلق بلغة العملة
- الحصاد الرياضي :برنامج يومي يبث على الساعة 01:00 صباحا بتوقيت مكة
- اخبار الرياضة:برنامج يبث على رأس كل ساعة يتناول اخبار رياضية متنوعة